# Hugh McKinnis
Hugh Lee McKinnis Jr. (Sharon, 6 giugno 1948) è un ex giocatore di football americano statunitense che ha giocato nel ruolo di running back per quattro stagioni nella National Football League (NFL) e per altre quattro nella Canadian Football League. Fu scelto nel corso dell'ottavo giro (201º assoluto) del Draft NFL 1972 dai Cleveland Browns. Al college ha giocato a football all'Università statale dell'Arizona.

## Carriera professionistica
Dopo aver lasciato in anticipo l'Università statale dell'Arizona per dedicarsi al football professionistico, McKinnis firmò con i Calgary Stampeders della Canadian Football League. Nel 1970 fu inserito nella formazione ideale della CFL, guidando la lega con 1.135 yard corse. Hugh fisputò due finale della Grey Cup, vincendo il titolo nel 1971. Nella sua carriera nella CFL corse 711 volte per 3.293 yard e 22 touchdown.
Nel 1973, McKinnis passò ai Cleveland Browns della National Football League. Coi Browns nel 1974 fu il secondo miglior corridore della squadra (519 yard) dietro Greg Pruitt e nello stesso anno guidò la franchigia in ricezioni.
Nel 1976, Hugh passò alla neonata franchigia dei Seattle Seahawks con cui disputò una sola stagione prima di venire tagliato, correndo 105 yard e segnando 4 touchdown. Nel 1977 tornò nella CFL coi British Columbia Lions con cui disputò l'ultima stagione prima del ritiro.

## Vittorie e premi
Nessuno

## Statistiche
| Partite totali     | 52  |
| Yard su corsa      | 960 |
| Touchdown su corsa | 10  |